# Sybra latefasciata
Sybra latefasciata là một loài bọ cánh cứng trong họ Cerambycidae.